# Dryocampa rubicunda
Dryocampa rubicunda is een dagactieve nachtvlinder uit de familie Saturniidae (nachtpauwogen). De spanwijdte bedraagt tussen de 35 en 50 millimeter.
De waardplant van deze bijzonder gekleurde vlinders is de esdoorn. De vlinder komt voor in het oosten van Noord-Amerika; het verspreidingsgebied loopt van Texas en Kansas tot het zuiden van Canada, en staat daar bekend onder de naam Rosy Maple Moth.